# Крупин, Александр Васильевич
Александр Васильевич Крупин (4 ноября 1916 г. — 14 ноября 1999 г.) — советский учёный-металлург, специалист в области пластической деформации тугоплавких, редких металлов и композиционных материалов, организатор высшего образования. Доктор технических наук, профессор кафедры обработки металлов давлением Московского института стали. Лауреат Государственной премии СССР (1983 г.) Премии Совета Министров СССР (1981 г.), заслуженный деятель науки и техники РСФСР (1977 г.)

## Биография
Александр Васильевич Крупин родился 4 ноября 1916 года. После окончания техникума в 1937 году восемь лет работал на Горьковском металлургическом заводе механиком цеха, начальником цеха. Во время Великой Отечественной войны был главным механиком завода.
В 1945 году А.В. Крупин поступил учиться в Московский институт стали, который закончил в 1953 году. С 1947 г. по 1957 г. был заместителем директора Московский институт стали имени Сталина по административно-хозяйственной работе, и это второй случай в истории института, когда студент много лет был проректором вуза - первым студентом-проректором был А.П. Завенягин.
В 1967 году А.В. Крупин был приглашен на ответственную работу в центральный аппарат Минвуза СССР, где проработал 20 лет начальником Государственной инспекции вузов, начальником Учебно-методического управления по высшему образованию, членом Коллегии и внес весомый вклад в развитие и совершенствование высшего образования в стране.
В 1972 году возглавил кафедру обработки металлов давлением МИСиС, сменив на этом посту В.И. Залесского, руководившего кафедрой с 1945 года, а в 1978 году в связи с загруженностью в Минвузе СССР передал руководство кафедрой И.Н. Потапову.

## Научная и образовательная деятельность
Теоретические и экспериментальные исследования А.В. Крупина отражают многообразие научных направлений в изучении процессов пластической деформации. К ним, в частности, относятся исследования с применением метода фотоупругости концентрации напряжений, вызываемой дефектами в металле; изучение холодной, "теплой" и горячей деформации металлов при высоких гидро-газостатических и гидродинамических давлениях тугоплавких металлов и сплавов, полупроводниковых материалов и др., спрессовывание некомпактных материалов; исследование энерго-силовых параметров, а также их влияние на геометрию, структуру и свойства высоколегированных сталей и сплавов при холодной и "теплой" прокатке листов, горячей сортовой прокатке; исследование условий и результатов
процесса прокатки листов, труб, колец из тугоплавких, редких металлов и композиционных материалов в вакууме и инертных средах (со своими учениками В.Н. Чернышевым, Б.Л. Липецким); изучение в широких масштабах теории и практики процессов деформации металлов с применением энергии взрыва и др.
А.В. Крупин - основатель и руководитель мисисовской научной школы в области пластической деформации тугоплавких, редких металлов и композиционных материалов с применением новейших нетрадиционных методов. Проводимые им и его учениками исследования имели тесную связь с промышленными предприятиями и организациями (МЗТМ, ВИЛС, ЦНИИчермет, ВНИИметмаш, завод "Серп и молот", ИМЕТ им. А. Байкова и др.).
Опубликовал в СССР и за рубежом более 350 научных работ, в том числе 29 монографий, учебников и учебных пособий, включая фундаментальные труды "Обработка металлов взрывом", "Прокатка металлов в вакууме", "Пластическая деформация тугоплавких металлов" и другие. Имеет 58 авторских свидетельств на изобретения и патентов. С участием профессора А.В. Крупина было подготовлено более 500 инженеров-металлургов и 24 кандидата и доктора наук.

## Признание
В 1977 г. А.В. Крупину за заслуги в области науки и техники, многолетнюю плодотворную научно-педагогическую деятельность присвоено почетное звание заслуженного деятеля науки и техники РСФСР. В 1981 г. за разработку и внедрение новых технологических процессов и оборудования в области металлургии ему присвоено звание Лауреата премии Совета министров СССР, а в 1983 г. за создание и промышленное освоение новых материалов присвоено звание Лауреата Государственной премии СССР. Награждён орденами Трудового Красного Знамени и Красной Звезды, медалями.